# Ільїнське (платформа)
Ільї́нське (рос. Ильинское) — зупинний пункт/пасажирська платформа Білоруського (Смоленського) МЗ напрямку в Одинцовському районі Московської області, поблизу Рубльово-Успенського шосе. Названа за розташованим 3 км північніше селом Ільїнське Красногорського району.
Розташована на лінії Робітниче Селище — Усово. Має одну берегову платформу, що використовується для руху в обох напрямках. Час в дорозі від Москва-Пасажирська-Смоленська — 39 хвилин. Має пряме сполучення моторвагонних поїздів з пунктами Савеловського та Курського напрямків.
Вокзал з квитковою касою закритий у 2005 році внаслідок нерентабельності реалізації квитків на станціях Усовської лінії. У 2012 році вокзал, що був одним з останніх дачних дерев'яних вокзалів Росії, розібраний.
| Попередня станція | Лінія | Лінія             | Лінія | Наступна станція |
| ----------------- | ----- | ----------------- | ----- | ---------------- |
| Барвиха           |       | Кунцево I — Усово |       | Усово            |